# Cuddington (Eddisbury)
Pour les articles homonymes, voir Cuddington.
Cuddington est une paroisse civile et un village du Cheshire, en Angleterre.